# エスプール
株式会社エスプール（英: S-Pool,Inc.）は東京都千代田区に本社を置くビジネス・プロセス・アウトソーシング（BPO）企業。

## 概要
株式会社エスプール（英: S-Pool,Inc.）は、日本のアウトソーシング事業会社。企業の業務変革支援や、障がい者雇用促進、環境経営支援、自治体業務の受託などを中心とするソリューションを展開している。企業理念として「アウトソーシングの力で企業変革を支援し、社会課題を解決する」ことを掲げている。
2024年11月30日現在、同社は持株会社体制を採用しており、以下の子会社9社を有している：株式会社エスプールヒューマンソリューションズ、株式会社エスプールプラス、株式会社エスプールロジスティクス、株式会社エスプールリンク、株式会社エスプールセールスサポート、株式会社エスプールグローカル、株式会社エスプールブルードットグリーン、株式会社エスプールブリッジ、世霹股份有限公司（Shipeee）

## 事業構成
エスプールの事業セグメントは、ビジネスソリューション事業と人材ソリューション事業の 2 つに区分されている。2024年 11 月期において、ビジネスソリューション事業は売上収益の 58.6%、営業利益の 81.0%を占めている。

### ビジネスソリューション事業
障がい者やシニアなど就労機会の少ない人材の雇用支援や、企業・自治体業務の一部受託（BPO）を中心としたサービスを提供している。
- 株式会社エスプール：様々な経験やノウハウを有するシニアやフリーランス人材を活用した経営・業務課題の解決支援サービスを提供。
- 株式会社エスプールプラス：障がい者の就労に適した農園を企業に貸し出し、主に知的障がい者の採用・教育・定着支援サービスを提供。
- 株式会社エスプールロジスティクス：通販商品の発送を代行する物流サービスを提供。
- 株式会社エスプールリンク：アルバイト・パート・中途人材を対象とした採用業務を代行するサービスを提供。
- 株式会社エスプールセールスサポート：対面型の会員獲得業務や販売促進支援サービスを提供。
- 株式会社エスプールブルードットグリーン：温室効果ガス（ＧＨＧ）排出量の算定や環境情報の開示支援、カーボンオフセット仲介等を行う環境経営支援サービスを提供。
- 株式会社エスプールグローカル：複数の自治体の行政業務を集約し、シェアード型ＢＰＯセンターで一括して受託する広域行政ＢＰＯサービスを提供。
- 株式会社エスプールブリッジ:地域中小企業の事業承継支援サービスを提供。

### 人材ソリューション事業
株式会社エスプールヒューマンソリューションズを主体とし、人材派遣を通じて企業の人材需要に対応するサービスを提供。
- コールセンター業務、スマートフォンや家電製品等の店頭販売業務、ホテルなど接客業務における人材派遣を行う。
- 「グループ型派遣」と呼ばれる、派遣スタッフと専任社員（フィールドコンサルタント）をチームで派遣する方式を採用しており、未経験者の育成と定着支援を特徴としている。[7]

## 沿革
- 1999年12月 - 東京都新宿区高田馬場に株式会社エスプール設立
- 2001年2月 - 東京都中央区日本橋に本社移転
- 2002年8月 - エスプール総合研究所発足
- 2003年6月 - 株式会社エスプール・マーケティング設立
- 2004年9月 - 自社コールセンター（募集センター）を設立（現所在地: 北海道北見市）
- 2005年7月 - 株式会社パスカル設立
- 2006年2月 - 大阪証券取引所ニッポン・ニュー・マーケット-「ヘラクレス」市場に上場
- 2006年4月 - 株式会社エスプール総合研究所設立
- 2007年12月 - イーカム・ワークス株式会社へ出資
- 2008年10月 - 株式会社パスカルの名称を株式会社GIMに変更 システム事業を開始（株式会社ジーアイエムより事業継承）
- 2009年12月 - 株式会社エスプールヒューマンソリューションズ設立
- 2010年5月 - 障がい者雇用支援サービスを開始
- 2010年6月 - 株式会社わーくはぴねす農園設立
- 2010年10月 - 「JASDAQ」市場へ移行
- 2011年2月 - 株式会社エスプール総合研究所の全株式を子会社経営陣に譲渡
- 2011年8月 - SPOOL BANGKOK CO.,LTD.設立
- 2011年9月 - 株式会社GIMの全株式を株式会社アウトソーシングテクノロジーに譲渡
- 2013年2月 - 株式会社わーくはぴねす農園の名称を株式会社エスプールプラスに変更
- 2013年2月 - 株式会社エスプール・マーケティングの名称を株式会社エスプールエコロジーに変更
- 2013年12月 - 株式会社エスプールロジスティクス設立
- 2014年12月 - 株式会社エスプールセールスサポート設立
- 2015年5月 - 株式会社エスプールエンジニアリング設立
- 2015年8月 - 東京都千代田区外神田1−18−13秋葉原ダイビル6階に本社移転
- 2019年2月 - 東京証券取引所第二部へ市場変更[8]
- 2019年7月 - 東京証券取引所第一部へ市場変更[9]
- 2019年12月 - 株式会社エスプールリンク設立
- 2019年12月 - 世霹股份有限公司（Shipeee）の株式を取得
- 2020年６月 - ブルードットグリーン株式会社の株式を取得し、環境経営支援サービスを開始
- 2021年６月 - 広域行政ＢＰＯサービスを開始
- 2021年12月 - 広域行政ＢＰＯサービスを分社化し、株式会社エスプールグローカルを設立
- 2022年４月 - 東京証券取引所の市場区分の見直しにより、市場第一部からプライム市場に移行[10]
- 2024年３月 - ブルードットグリーン株式会社の社名を株式会社エスプールブルードットグリーンに変更
- 2024年６月 - 株式会社エスプールブリッジを設立し、事業承継支援サービスを開始

## 連結子会社
- 株式会社エスプールヒューマンソリューションズ
- 株式会社エスプールロジスティクス
- 株式会社エスプールプラス
- 株式会社エスプールセールスサポート
- 株式会社エスプールリンク
- 株式会社エスプールグローカル
- 株式会社エスプールブルードットグリーン
- 株式会社エスプールブリッジ
- 世霹股份有限公司（Shipeee）